# الفيحانية (رماح)
مركز الفيحانية هو مركزٌ إداري تابعٌ لمحافظة رماح في منطقة الرياض ، وتصنف من فئة (ب) ورمزها 1416.